# Иван Аврамов
Вижте пояснителната страница за други личности с името Аврамов.
Иван Аврамов Аврамов е български офицер (генерал-майор), командир на 9-и пехотен пловдивски полк през Първата световна война (1915 – 1918).

## Биография
Иван Аврамов е роден на 27 юни 1868 г. в Сопот. През 1889 г. завършва Военното училище в София и на 18 май произведен в чин подпоручик. През 1900 г. служи последователно в 22-ри и 21-ви пехотен полк. През 1893 г. е произведен в чин поручик, 1900 г. в чин капитан, на 22 септември 1912 г. в чин майор, а на 1 октомври 1915 г. в чин подполковник. На 23 октомври 1916 г. е назначен за командир на 9-и пехотен пловдивски полк полк. На 14 октомври 1917 г. е произведен в чин полковник. Служи като командир на бригада от 1-ва пехотна софийска дивизия, началник на 3-то полково военно окръжие и като началник на Софийски базисен магазин. На 15 януари 1921 г. е произведен в чин генерал-майор и преминава в запаса. Умира на 6 април 1945 г. в София.

## Военни звания
- Подпоручик (18 май 1889)
- Поручик (1893)
- Капитан (1900)
- Майор (22 септември 1912)
- Подполковник (1 октомври 1915)
- Полковник (14 октомври 1917)
- Генерал-майор (15 януари 1921)